# Aérodrome de Gray - Saint-Adrien
L’aérodrome de Gray - Saint-Adrien (code OACI : LFEV) est un aérodrome civil, ouvert à la circulation aérienne publique (CAP), situé à 2,5 km au sud-est de Gray dans la Haute-Saône (région Bourgogne-Franche-Comté, France).
Il est utilisé pour la pratique d’activités de loisirs, de tourisme (aviation légère et aéromodélisme) et de maintenance aéronautique (JG Aviation).

## Histoire
Au XVe siècle, afin d'isoler et de soigner les lépreux, des léproseries, auxquelles étaient adjointes des chapelles, étaient construites à l'extérieur des villes, et entretenues grâce à la charité chrétienne.
À Gray, le lieu a été choisi sur celui du futur aérodrome. La léproserie était tenue par des religieux catholiques, et la chapelle construite en 1487 était dédiée à Saint-Adrien.
Après la sanglante révolution de 1789, les terres et forêts appartenant aux religieux furent volées et redistribuées aux bourgeois fermiers des environs.
À partir de 1914, les champs à l'est de Saint-Adrien ont appartenu à la famille Jeanbrun. 
La partie ouest des terres était gardée par la ville, et cédée à l'Armée comme terrain de manœuvres pour le régiment de cavalerie en garnison à Gray.
La petite chapelle était régulièrement entretenue par les fermiers successifs jusque dans les années 1990, puis elle a été détruite après le partage de la ferme.
La statue de Saint-Adrien est conservée à la Chapelle des Carmélites à Gray (elle a été sauvée par François Javelier).
Le 8 septembre 1912, le meeting aérien qui se déroule sur le « champ d'aviation » est marqué par un accident : l'aviateur Pierre Béard n'arrive pas à s'élever et termine sa course dans la foule, faisant quatre morts. Un monument, depuis 1913, honore leur mémoire.
En 2021, le vieux hangar datant de 1920 dont les tôles montraient encore des perforations datant de la Seconde Guerre mondiale est démoli pour permettre l'agrandissement de l'entreprise de maintenance aéronautique JG Aviation implantée sur l'aérodrome.

## Installations

### Piste(s)
L’aérodrome dispose de trois pistes orientées est-ouest (07/25) :
- une piste bitumée longue de 1 265 mètres et large de 30.  Elle est dotée :
  - d’un balisage diurne et nocturne (feux basse intensité commandables par les pilotes (PCL)),
  - d'indicateurs de plan d’approche (PAPI) de 4° pour la piste 07 et de 3,6° pour la piste 25 ;
- une piste en herbe longue de 860 mètres et large de 50 ;
- une piste en herbe longue de 350 mètres et large de 20, réservée aux ULM.

La piste principale est prolongée de 800 mètres à 1 025 mètres et élargie de 18 mètres à 23 mètres en 2019. L’accueil d’avions de taille et de poids plus importants, notamment le Pilatus PC-24, doit permettre le développement de l’entreprise de maintenance aéronautique JG Aviation.
La piste principale est prolongée une nouvelle fois de 1 025 mètres à 1 265 mètres et élargie de 23 mètres à 30 mètres en 2024.

### Prestations
L’aérodrome n’est pas contrôlé. Les communications s’effectuent en auto-information sur la fréquence de 118,840 MHz. Il est agréé avec limitations pour le vol à vue (VFR) de nuit.
S’y ajoutent :
- une aire de stationnement ;
- des hangars ;
- une station d’avitaillement en carburant (100LL)[7] et Jet A1 pour les Pilatus PC-24.

## Activités

### Loisirs et tourisme
- Aéroclub de Gray
- Association Gray ULM

### Sociétés implantées
- Côte d'Or Parachutisme
- JG Aviation : entreprise de maintenance aéronautique, unique Service Center Pilatus PC-12 et PC-24 en France[8],[9]
- Les Ailes de Saint Adrien : centre de formation ULM